# ボリリョ
ボリリョ（スペイン語: Bolillo、スペイン語発音: [boˈliʝo]）ないしパン・フランセス（スペイン語: pan francés、「フランスのパン」）はメキシコの伝統的なパンの一種だが、中央アメリカでも作られている。
バゲットの一種だが、長さが短く、石窯で焼かれることが多い。1860年代にマクシミリアン皇帝の調理師の一団によって持ち込まれ、瞬く間に全土に広まった。
長さはおよそ15cmほどのオーバルで、パリパリした表皮とミガホン（スペイン語: migajón、(スペイン語発音: [miɣaˈxon]）と言われる内側を有している。トルタとモレーテの主な材料である。表面に器具で付けられた切り込みがあり、ここから焼成中に水蒸気が逃げることによって表皮にストレスをかけずにパンが膨らむことを可能にしている。ボリリョのバリエーションとしてはテレラがあり、外見は非常に似ているが、通常はボリリョよりも柔らかく、現在の流行では甘くなっている。その他のバリエーションには全粒粉、小麦胚芽、亜麻などの代替材料で作られた「ボリリョス」などがある。

## 名称
「ボリリョ」はバゲットのバリエーションであるが、各地の言語を反映した呼び名がある。
ユカタン州では「バラス」として知られる。
グアダラハラおよびソノラ州では、「ビローテス」と呼ばれ、サワードウで作られることが多い。
メキシコ北部では「ボリリョス」および「パン・ブランコ（白いパン）」と呼ばれ、北西部では「パン・フランセス」と呼ばれる。
シナロア州では「トルシード」および「ビローテ」と呼ばれる。
中央アメリカ、特にエルサルバドルでは「パン・フランセス」として知られている。
パナマでは似ているが長いタイプのパンが「フラウタ（フルート）」として知られているが、これは「パン・フランセス」がより薄く、ぱりぱりしているバゲットを指すためである。
ブラジルでは、「パン・フランセス（pão francês）」や「パン・デ・サル（pão de sal、塩パン）」として知られている。
フィリピンでは、別の煮たようなバゲット派生のパンが「パン・デ・サル」として知られている。

### スラング
「ボリリョ」はメキシコとアメリカ合衆国の一部でアングロ系ないし、より一般的には色白の個人を示すスラングとして使われている。この使用法は「グリンゴ」ないし「ガバチョ」と言う単語と類似しており、地域や社会的な状況に応じて蔑称的な中傷になる場合とならない場合がある。
より一般的な意味合いでは、"puro bolillo"（「ボリリョだけ」の意）と言う表現で使われ、これは英語のスラングの zilch （とるに足らない奴）と等価である。